# Perchta (Band)
Perchta ist eine österreichische Folk- und Post-Black-Metal-Band aus Tirol. Ihren Namen nimmt die Gruppe von der gleichnamigen Sagengestalt.

## Geschichte
Ursprünglich entstanden Perchta als Studioprojekt von Sängerin Frau Percht und Serenity-Bassist Fabio D’Amore. Ab der Gründung 2017 entstand das Debütalbum Ufång in Eigenregie, der Release folgte am 10. April 2020. Das deutsche Label Prophecy Productions nahm sie daraufhin unter Vertrag. 2022 bauten Frau Percht und D’Amore das Studioprojekt zur vollständigen Band aus um beim Dark Easter Metal Meeting in München aufzutreten. Der bereits zuvor für Aufnahmen verpflichtete Christoph Knoll von Agrypnie und Asphagor wurde festes Mitglied. Hinzu kamen Hackbrett-Spieler Christian Höll von Vinsta sowie Gitarrist Lukas Massinger und Schlagzeuger Simon Schnückel, die gemeinsam in der Progressive-Metal-Band Lichtspielhaus aktiv sind. Live übernimmt den Bass Asphagor-Mitglied Peter Casdorf. Das Sextett absolvierte eine Tournee im Vorprogramm der Dark-Metal-Band Dornenreich.
Am 14. Juni 2024 veröffentlichten Perchta ihr zweites Album D’Muata ebenfalls über Prophecy Productions. Frau Percht verarbeitete dabei thematisch Eindrücke aus ihrem Alltag als Hebamme. Es erfuhr von der Presse gemischte Rückmeldung. Robert Müller vom deutschen Magazin Metal Hammer bezeichnete es zwar als „überaus originell“, bemängelte jedoch „fehlende[s] metallische[s] Fundament“ sowie Stereotype und vergab vier von sieben möglichen Punkten. Louisa Esch von metal.de merkte an, der Gesang „dürfte das ungeübte Ohr […] etwas herausfordern“. Sie lobte das Thema Weiblichkeit, das bis dato im Genre kaum Beachtung finde, warnte jedoch vor der Nähe zum „dudelige[n] Kitsch“, welche Produktionen mit Folk-Elementen mit sich brächten. Sie gab sechs von zehn möglichen Punkten. Bei powermetal.de hingegen stieß das Album auf großen Anklang und erzielte die volle Punktzahl, bei stormbringer.at gab es 4,5 von fünf möglichen Punkten.

## Stil und Inhalte
Perchta spielen Folk- und Post-Black-Metal, in den sie Eigenheiten der Musik ihrer Heimat einbinden. So übernimmt ein alpenländisches Hackbrett große Teile der Melodieführung, dazu nutzt das Sextett ASMR-Sounds und Aufnahmen der Umgebung. In ihren Lyrics setzt sich die Band unter anderem mit tirolischer Folklore auseinander – so beispielsweise in „Långtuttin & Stampa“, welches ebenjene Figuren zum Thema hat, oder in „Mei Dianä Mei Bua“, in welchem die Perchtensage im Fokus steht. Passend dazu sind die Songtexte in tirolischem Dialekt verfasst. Sängerin Frau Percht trägt sie sowohl in klarem als auch in gutturalem Gesang vor. Hinzu kommt vor allem live männlicher Hintergrundgesang anderer Mitglieder.
Neben der Folklore liegt ein Augenmerk der Band auf Weiblichkeit. Perchta behandeln Aspekte wie Geburt und Mutterschaft ebenso wie weibliche Lust. Provokant stand dabei das 2024 veröffentlichte Musikvideo zur D’Muata-Vorabsingle „Vom Verlånga“, welches nur über eine Pornoseite gezeigt werden konnte. Dabei positionieren sich Perchta feministisch sowie antinationalistisch. Gegenüber dem deutschen Metal Hammer formulierte Frau Percht die Einstellung der Band wie folgt: „Es ist kein Zurücknehmen für die Männer, es ist eine Ergänzung. Wir machen das nicht aus Männerhass, sondern aus Liebe.“ Die Musiker wollen tabuisierte, jedoch normale Lebensaspekte sichtbar machen – vor allem im Black Metal spiele diese Seite von Weiblichkeit noch keine Rolle.

## Diskografie
- 2020: Ufång (Album, CD/Vinyl, Prophecy Productions)
- 2024: D’Muata (Album, CD/Vinyl, Prophecy Productions)

## Musikvideos
- 2020: Åtem
- 2020: Wåssa
- 2024: Vom Verlånga
- 2024: Hebamm (Live-Mitschnitt)
- 2024: Ois wås ma san